# Marc Isambard Brunel
Marc Isambard Brunel (Hacqueville, 25 de abril de 1769 — Londres, 12 de dezembro de 1849) foi um engenheiro francês que se instalou no Reino Unido.
Preferiu o nome Isambard, mas é geralmente conhecido na história como Marc, para evitar confusões com o seu filho mais famoso, Isambard Kingdom Brunel. Sua mais famosa conquista foi a construção do túnel do Tamisa.